# Orchestra Reale Danese
L'Orchestra Reale Danese (Det Kongelige Kapel) è un'orchestra danese con sede a Copenaghen. Il nome danese dell'orchestra indica la sua funzione originaria di un gruppo orientato a fornire la musica per gli eventi di corte. L'orchestra affonda le sue origini nel 1448 e nel Corpo dei Trombettieri alla corte reale di re Cristiano I e quindi ha la pretesa di essere l'orchestra più antica del mondo.

## Storia

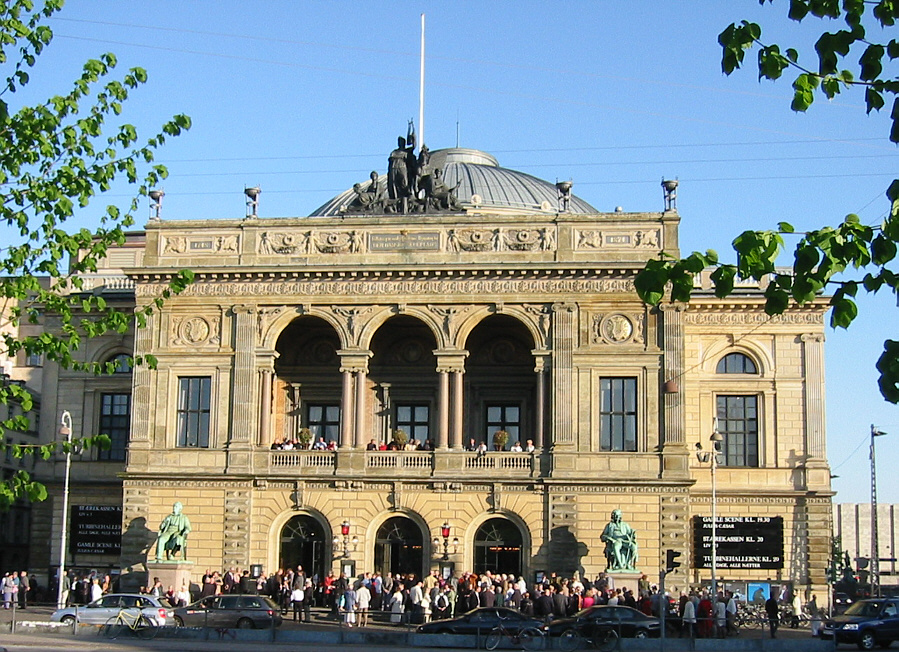
Gammel scene o Old Stage nella Kongens Nytorv, sede della Orchestra Reale Danese dal 1874.

Nel corso degli anni l'orchestra si spostò al di fuori della corte e si stabilì nella fossa presso il Teatro Reale Danese. Il suo leader fu Christoph Willibald Gluck, che compose la musica per le occasioni speciali, come la celebrazione della nascita, nel 1749, del successivo re Cristiano VII, mentre era in Danimarca. Il numero sempre crescente degli impegni vide aumentare le dimensioni dell'orchestra. Quando Johan Gottlieb Naumann effettuò le sue riforme nel 1780, il gruppo contava 46 membri. In quel momento il Coro della Royal Danish Opera divenne permanentemente assegnato al Teatro Reale Danese. F.L.Æ. Kunzen inserì Mozart nel repertorio del complesso nel 1790.
Il mandato di Johan Svendsen, a partire dal 1883 diede inizio ad un periodo di marcata crescita e sviluppo per l'orchestra, tra cui l'introduzione di Svendsen di grandi opere sinfoniche in una serie di concerti con l'Orchestra Reale Danese, che divenne gradualmente una tradizione nel mondo della musica danese, mentre le grandi sinfonie divennero il dominio dell'orchestra. Carl Nielsen rimase con l'orchestra per molti anni, in parte come secondo violino e in parte come direttore. Re Federico IX di Danimarca godeva di un rapporto particolarmente stretto con l'Orchestra Reale Danese, perseguendo con i suoi membri il suo interesse per l'arte di dirigere.
Molti grandi direttori e compositori hanno lavorato con l'Orchestra Reale Danese nel corso degli anni, tra cui Richard Strauss, Igor Stravinsky, Leonard Bernstein, Otto Klemperer, Georg Solti, Sergiu Celibidache e Daniel Barenboim.

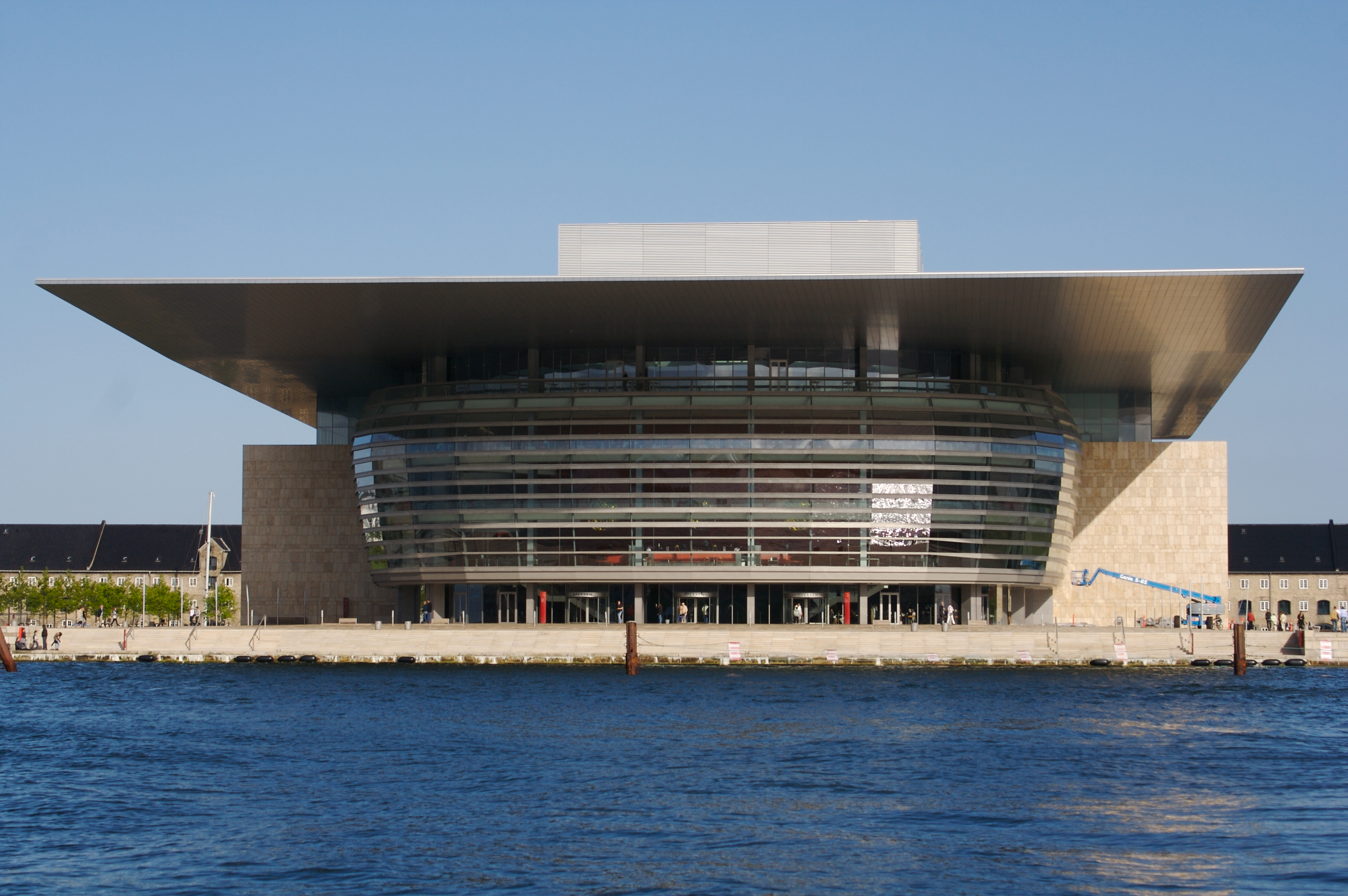
Copenhagen Opera House

L'Orchestra Reale Danese attualmente è costituita da circa 130 musicisti. La Concert Hall di Copenaghen della Radio danese è la sede principale per i concerti sinfonici tradizionali dell'orchestra. L'orchestra si esibisce anche nella Copenhagen Opera House come l'orchestra stabile della Royal Danish Opera, nonché tenendo concerti annuali di orchestra da camera sul suo palco principale. Il palcoscenico Takkelloftet sperimentale, più piccolo è il luogo dei loro concerti da camera. La maggior parte dei balletti e alcuni spettacoli d'opera si svolgono presso l'Old Stage.
Michael Schønwandt è stato il direttore principale più recente dell'orchestra, dal 2000 al 2011. Nel settembre 2011 l'orchestra annunciò la nomina di Jakub Hrůša come il suo prossimo direttore musicale, con efficacia dal settembre 2013. Tuttavia nel gennaio 2012, a seguito delle dimissioni di Keith Warner dalla direzione artistica della Royal Danish Opera, a seguito di tagli di bilancio proposti, Hrůša ha annunciato che non avrebbe assunto la direzione musicale della Royal Danish Opera e con quella il posto corrispondente presso l'Orchestra Reale danese, per solidarietà con l'azione di Warner. Nel maggio 2012 l'orchestra annunciò la nomina di Michael Boder come suo prossimo direttore principale e consulente artistico, con efficacia da agosto 2012.

## Direttori principali
- Heinrich Schütz
- Johann Gottlieb Naumann
- Johann Abraham Peter Schulz
- Friedrich Kunzen
- Claus Schall
- Niels Gade
- Holger Simon Paulli
- Johan Svendsen (1883–1908)
- Frederik Rung
- Georg Høeberg (1914–1930)
- Egisto Tango and Johan Hye-Knudsen
- John Frandsen (1946–1980)
- Paavo Berglund (1993–1998)
- Michael Schønwandt (2000–2011)
- Michael Boder (2012-2016)
- Alexander Vedernikov (2017–2020)
- Paolo Carignani  (2021-)